# Leopold 3. af Belgien
Leopold 3., Belgiernes Konge (3. november 1901 – 25. september 1983) var konge i Belgien fra 1934 til 1951. 

## Biografi
Leopold efterfulgte sin far, Albert 1. af Belgien, efter dennes død i 1934. 
Under 2. verdenskrig blev han sat i husarrest af nazisterne til 1944, hvor han og hans børn blev flyttet til en borg ved Hirschstein i Sachsen og senere et hus i Strobl i Østrig til amerikanske soldater befriede dem i maj 1945. Stemningen i Belgien var dog ikke til ham som konge, og familien opholdt sig i fem år i Schweiz. Efter en folkeafstemning i 1950 vendte den tilbage til Belgien, men Leopold var så upopulær, at han måtte abdicere året efter. Hans kun 20-årige søn, Baudouin, blev ny konge den 17. juli 1951.

## Ægteskaber og børn

### Første ægteskab
Han blev gift i 1926 med Astrid af Sverige (1905 – 1935). 
De havde tre børn:
1. Joséphine-Charlotte Ingeborg Elisabeth Marie-José Marguerite Astrid (11. oktober 1927 – 10. januar 2005). Gift 1953 med Storhertug Jean af Luxembourg og fik fem børn.
2. Boudewijn Leopold Albert Karel Axel Marie Gustaaf (7. september 1930 – 31. juli 1993). Gift 1960 med Fabiola de Mora y Aragón. Fulgte sin far som konge i Belgien efter hans abdikation i 1951.
3. Albert Felix Humbert Théodore Christian Eugéne Marie (6. juni 1934). Gift 1959 med Paola Ruffo di Calabria og fik tre børn. Efterfulgte sin bror som konge i Belgien, da denne døde barnløs.

### Andet ægteskab
Han blev gift 2. gang i 1941 med Lilian Baels (1916-2002).
De fik også tre børn:
1. Alexandre Emanuelle Henri Albert Marie Leopold (18. juli 1942 – 29. november 2009). Gift 1991 med Lea Wolman.
2. Marie-Christine Daphné Astrid Elisabeth Léopoldine (6. februar 1951). Gift 1981 med Paul Drake, skilt 1985. Gift 1989 med Jean-Paul Gourges. Ingen børn.
3. Marie-Esméralda Adelaide Lilian Anna Léopoldine (30. september 1956). Gift 1998 med Salvador Moncada og har to børn.